# 美國國務院歷史文獻辦公室
歷史文獻辦公室，是美國國務院公共事務局轄下的辦公室。
該辦公室根據法律規定，負責編撰與出版有關美国外交政策的書籍：《美國的對外關係》（Foreign Relations of the United States ，縮寫：FRUS） 。
辦公室也負責辨識與維護，經長期保存的，具重要性的外交歷史紀錄；也參與其他美國的外交部門對歷史研究的推廣活動，及回應其他歷史學家或新聞記者，或政府有關外交史的問題。
當前的辦公室主任是Stephen Randolph，過去的主任有Marc J. Susser、John Campbell（前美國駐尼日利亞大使）、Edward P. Brynn等。
歷史文獻辦公室不是一個文件庫，美國政府的歷史文件由国家档案和记录管理局保存；歷史文獻辦公室在線上公開的資料在全世界都是公有领域，可以任意複製、散佈與利用。

## 註解與參考來源
1. ↑  中文譯名引用官方機構美国国务院国际信息局譯名，參見：美國國務院公佈1973-1976年美中關係文獻 （页面存档备份，存于），2008-02-13[2014-11-10]
2. ↑  .   [2014-11-10]. （原始内容存档于2021-02-23） （英语）.
3. ↑   (pdf).   [2014-11-10]. （原始内容存档 (PDF)于2017-02-28） （英语）.
4. ↑  . history.state.gov.   [2014-11-10]. （原始内容存档于2021-04-25）.
5. ↑  . history.state.gov.   [2014-11-10]. （原始内容存档于2021-04-21） （英语）.

## 外部連結
- （英文）官方網站 （页面存档备份，存于）
- （英文）國務院歷史顧問委員會 （页面存档备份，存于），美國科學家聯盟